# Vyšný breh
Vyšný breh (758 m) – szczyt w paśmie górskim Magury Orawskiej na Słowacji. Znajduje się na północno-wschodnim krańcu tego pasma i wraz z sąsiednim szczytem Uhlisko (860 m) są jednymi z najdalej na północ wysuniętymi wzniesieniami  (dalej jest tylko zupełnie niewybitna Jurčová). Znajdują się w widłach Orawy i jej dopływu – rzeki Orawica.
Vyšny breh wznosi się po północno-zachodniej stronie zabudowanego obszaru miasta Trzciana (słow.  Trstená). Stoki północno-zachodnie opadają do Jeziora Orawskiego, północno-wschodnie doKotliny Orawskiej. W stoki zachodnie wcina się dolinka potoku o nazwie Vlčí potok, oddzielająca Vyšny breh od niższego grzbietu, w którym od strony Trzciany znajduje się kamieniołom. Eksploatowane w nim są wapienie.  
Jest porośnięty lasem, ale od północno-wschodniej strony bardzo wysoko na jego zbocza podchodzą łąki tej miejscowości. Południowo-zachodnimi zboczami, lasem, prowadzi szlak turystyczny, z daleka jednak omijający szczyt.

## Turystyka
Zachodnimi zboczami prowadzi dalekobieżny czerwono znakowany szlak turystyczny
  odcinek:  Trstená –  Vyšny breh – Uhlisko – Zapora Orawska. Odległość 6,4 km, suma podejść 309 m, suma zejść 300 m, czas przejścia 1:55 h (z powrotem 2:20 h)

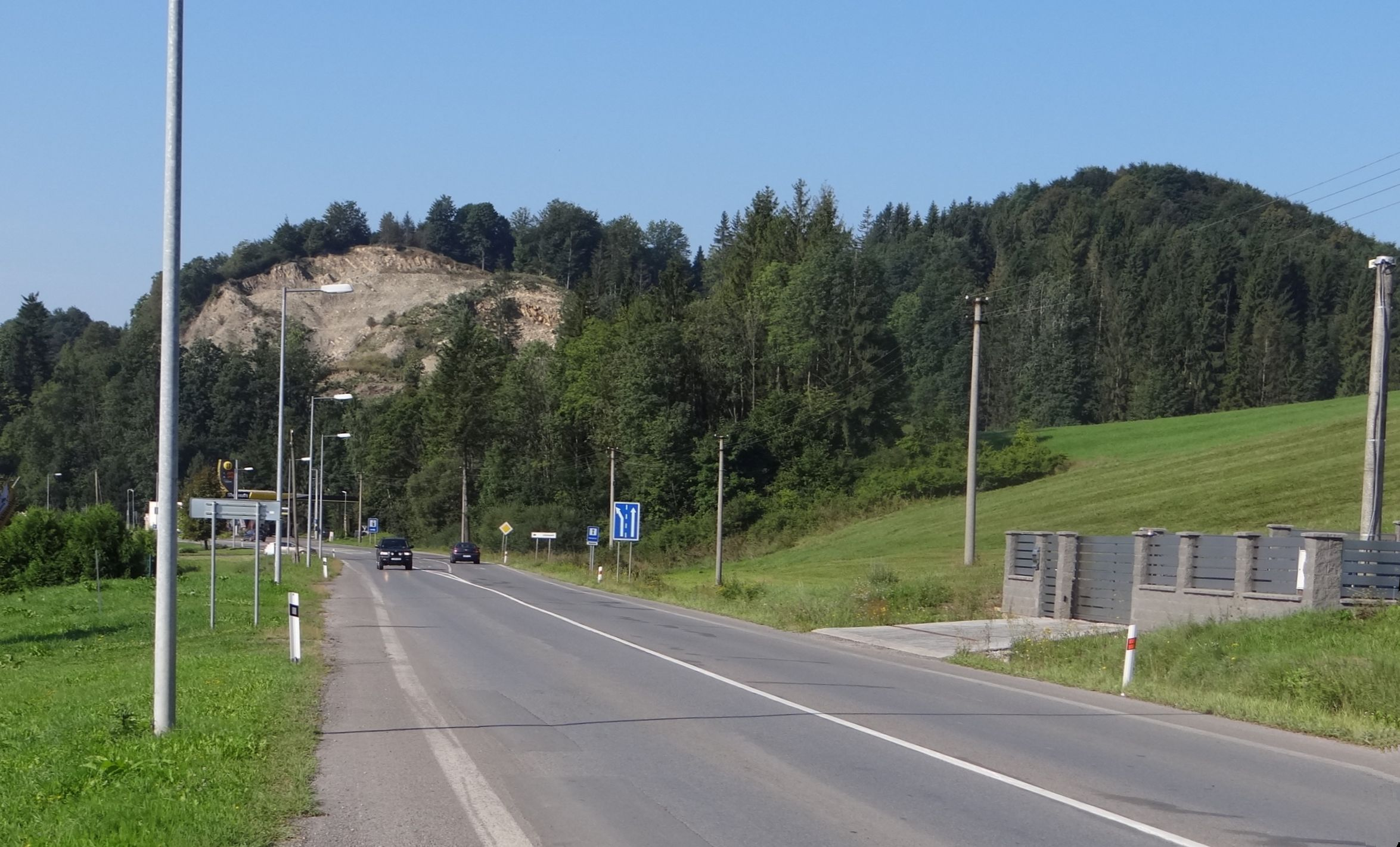
Vyšny breh po prawej stronie